# Девојка из кабриолета
„Девојка из кабриолета” је југословенски кратки филм из 1995. године.  Режирао га је Небојша Радосављевић који је написао и сценарио.

## Улоге
| Глумац                  | Улога |
| ----------------------- | ----- |
| Александар Хрњаковић    |       |
| Михајло Бата Паскаљевић |       |
| Игор Первић             |       |
| Радисав Радојковић      |       |
| Теодора Станковић       |       |